# Greenacres
Greenacres é uma cidade localizada no estado americano da Flórida, no condado de Palm Beach. Foi incorporada em 1926.

## Geografia
De acordo com o United States Census Bureau, a cidade tem uma área de 15,2 km², onde 15 km² estão cobertos por terra e 0,2 km² por água.

### Localidades na vizinhança
O diagrama seguinte representa as localidades num raio de 8 km ao redor de Greenacres.

## Demografia
Segundo o censo nacional de 2010, a sua população é de 37 573 habitantes e sua densidade populacional é de 2 505,53 hab/km². Possui 17 249 residências, que resulta em uma densidade de 1 150,24 residências/km².